# 櫛形総合公園

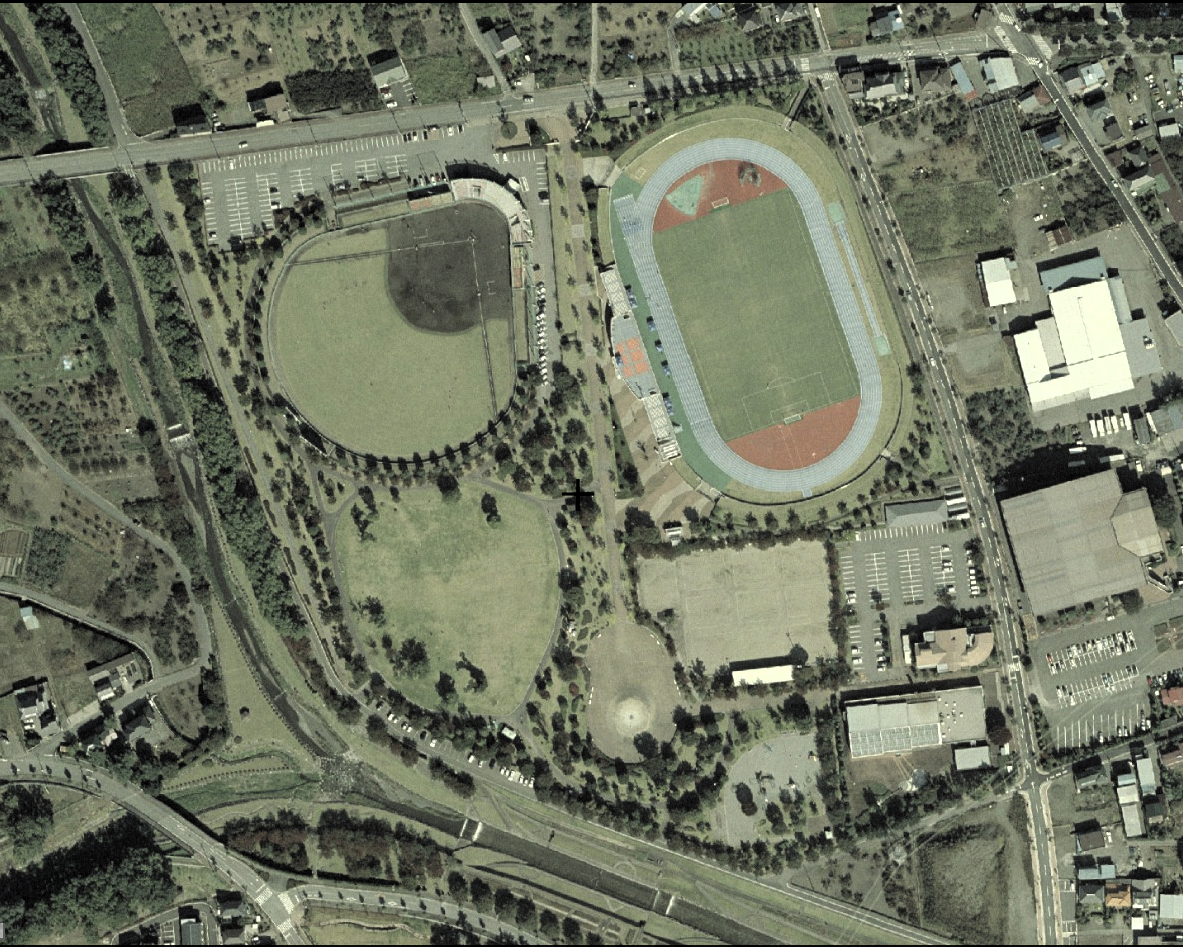
櫛形総合公園

櫛形総合公園（くしがたそうごうこうえん）は山梨県南アルプス市桃園1600にあるスポーツ施設群を有する公園。
昭和天皇の在位60周年を記念に1986年（昭和61年）より整備が行なわれた。現在は南アルプス市が所有し、南アルプス市スポーツ協会が指定管理者として管理・運用している。

## 施設一覧

### 野球場
1986年11月に当公園で最初の設備として竣工した施設。照明設備はないものの観客席や更衣室などの設備が整っているため地域の少年野球大会だけでなく全日本クラブ野球選手権大会の山梨県予選でも使用。2013年に改修が実施され、同年5月4日にはプロ野球の試合としてイースタン・リーグ「DeNAＶＳ巨人」も開催されている。この改修により高校野球県大会の試合にも対応しており、2019年の春季関東地区高校野球山梨県大会で使用されている。
2013年に命名権を募集し、地元山梨に本社があるジットが獲得。同年4月より「南アルプスジットスタジアム」と改名することになった。
2025年よりベースボール・チャレンジ・リーグ（ルートインBCリーグ）に参加する山梨ファイアーウィンズのホーム球場の一つで、初年度の日程では8試合を実施する予定である（ただしすべて平日のデーゲーム）。
- 収容観客数:8,000人
- 両翼：91m、中堅：120m
- 内野：クレー舗装、外野：天然芝
- スコアボード：パネル式（得点掲示とボールカウントのみ）

### 陸上競技場
1996年（平成8年）に着工され、1999年（平成11年）に日本陸上競技連盟より認定された競技場。山梨県では初のブルートラックを採用している。陸上競技のほか、Jリーグ・ヴァンフォーレ甲府の練習場として使用されているほか、2009年（平成21年）まではJサテライトリーグ会場として使用されていた。また、メインスタンド内部には南アルプス市体育協会が所在するなど、南アルプス市のスポーツ施設においては中心的な役割を果たしている。
2013年に命名権を募集し、大阪府茨木市に本社を置き同市に工場がある日世が獲得。同年4月より3年の間「日世南アルプススタジアム」と改名することになった。
- 第3種公認競技場
- 全天候型トラック: 400m×8コース
- フィールド: 105m×68m
- 収容観客数: 4,500人
  - メインスタンド（固定席）: 1,500人
  - 芝生スタンド:3,000人

### コミュニティプール
1989年（平成元年）に着手した屋内プール。25mの短水路競技用と幼児用がある。このうち短水路競技用は屋根が開閉できるようになっており、夏場は屋外プール、冬場は温水プールとして使用されている。

### その他
ゲートボール場やスポーツジム、噴水広場などを併設している。

## 交通アクセス
- 甲府駅（バスターミナル）より42系統「あやめヶ丘団地」行きまたは47系統「鰍沢営業所」行きに乗車し、「桃園新田」バス停下車、西へ徒歩約10分。
- 中部横断自動車道南アルプスインターチェンジより車5分。